# Chi Duối
Chi Duối (danh pháp khoa học: Streblus) là một chi thực vật có hoa trong họ Dâu tằm (Moraceae).

## Hình ảnh

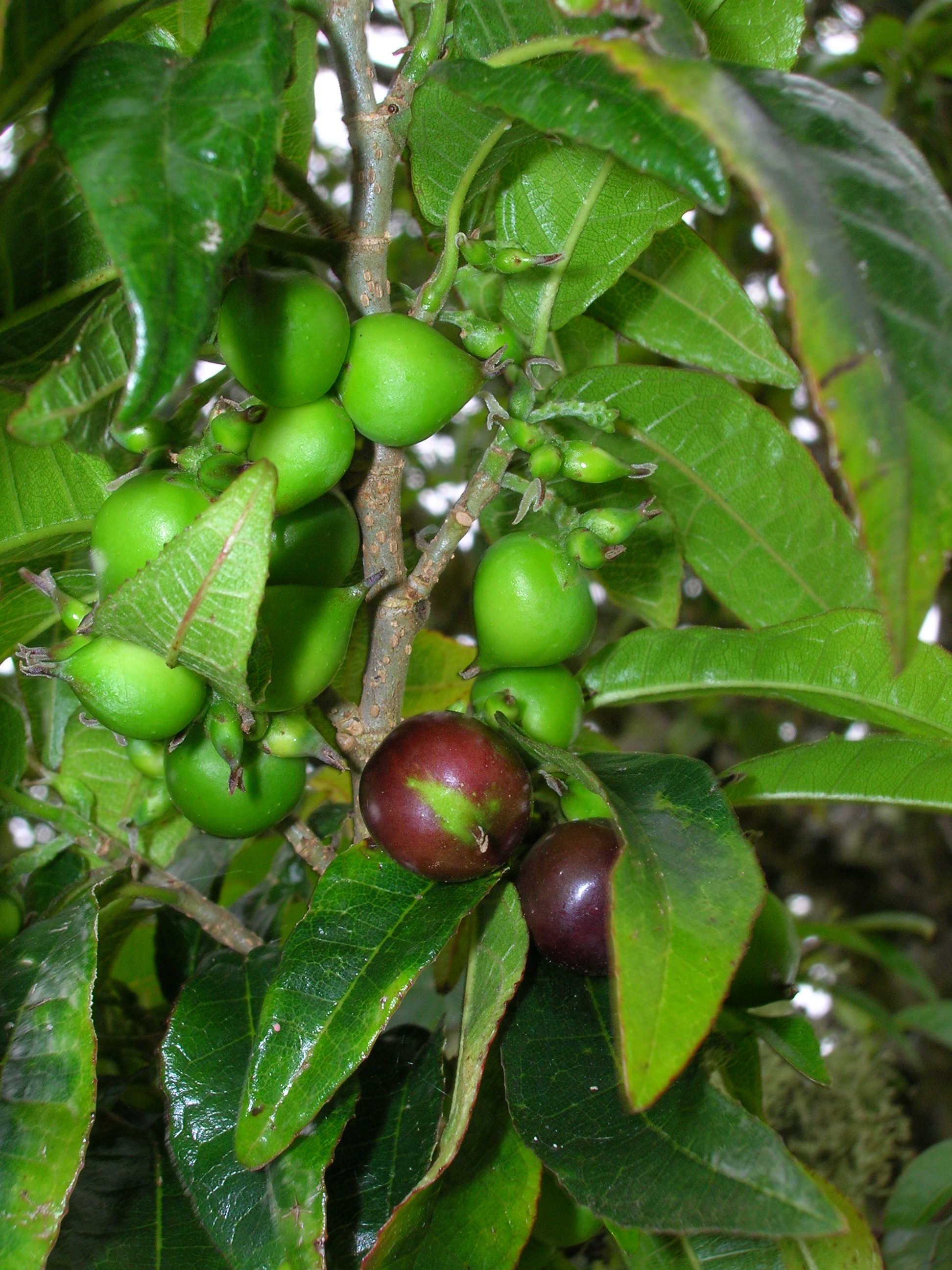
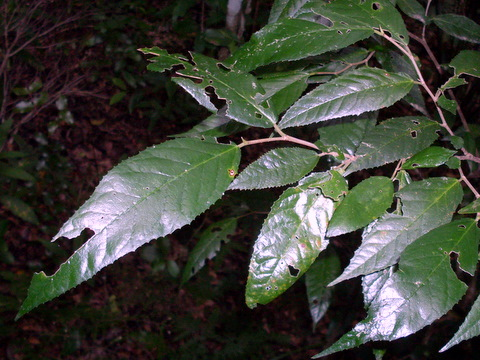
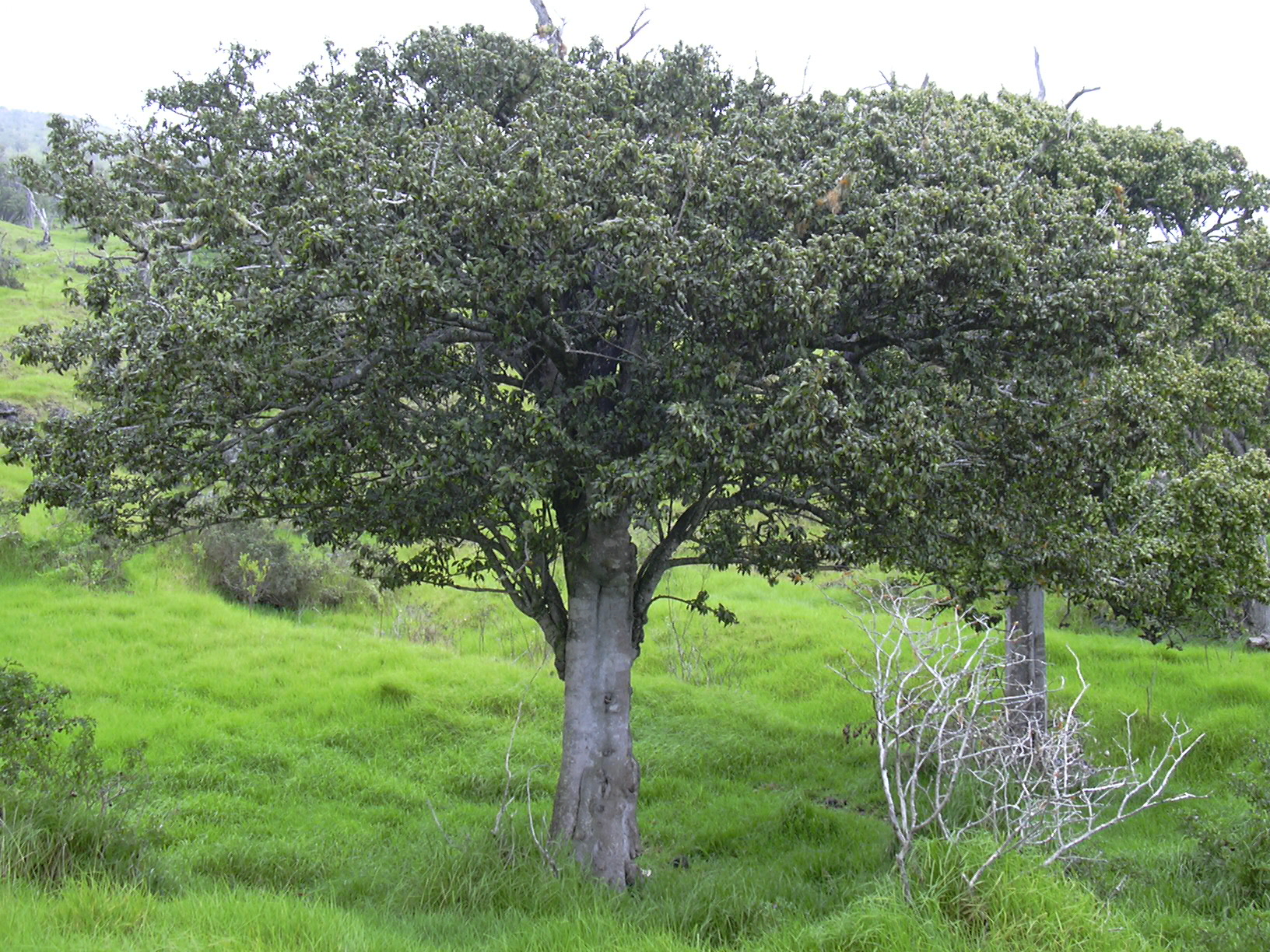
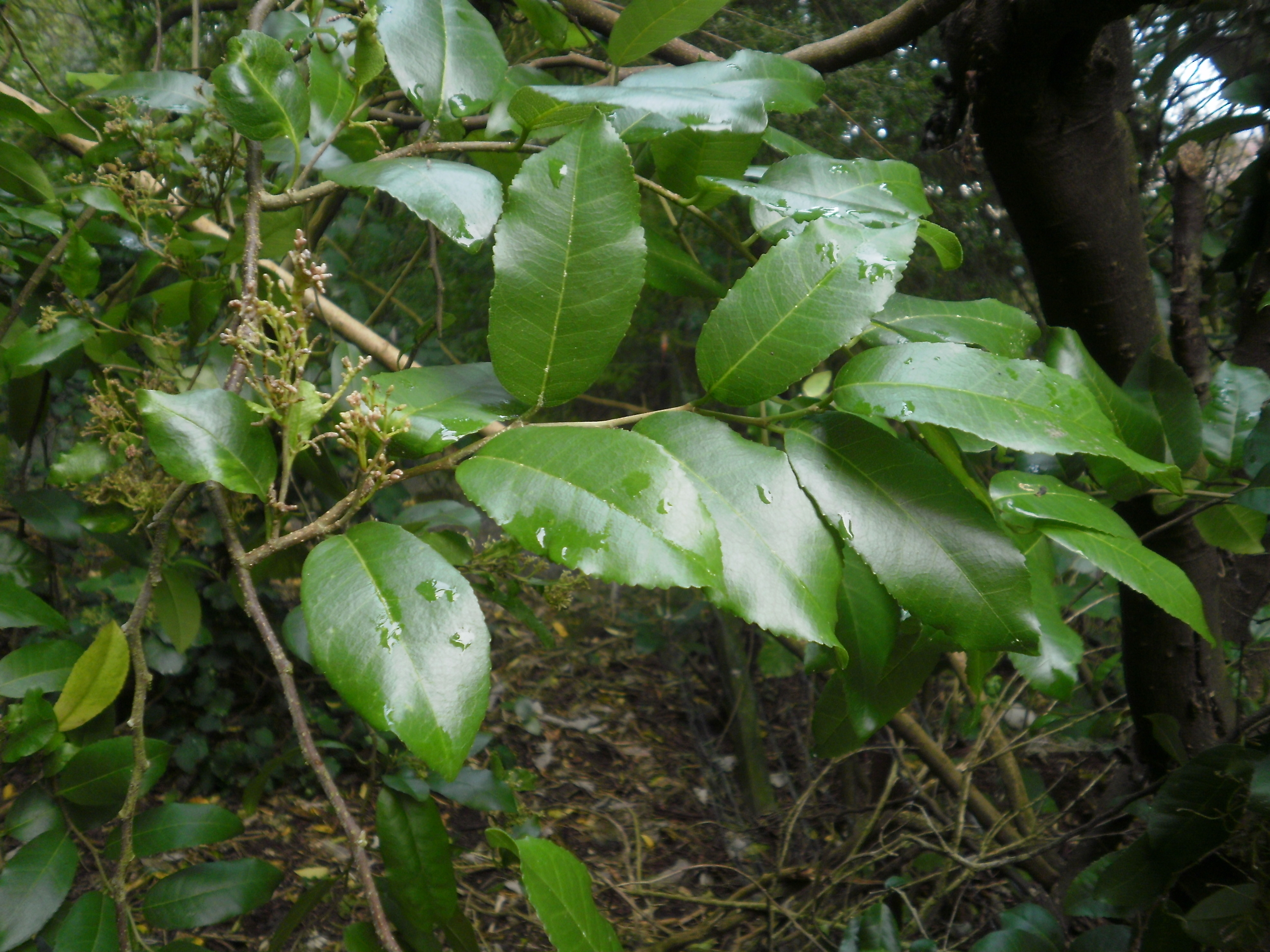

## Các loài
- Streblus anthropophagorum
- Streblus asper - Duối
- Streblus brunonianus
- Streblus dimepate
- Streblus elongatus
- Streblus ilicifolius
- Streblus indicus
- Streblus macrophyllus
- Streblus mauritianus
- Streblus pendulinus - Aʻiaʻi[2]
- Streblus sandwicensis
- Streblus sclerophyllus
- Streblus smithii
- Streblus taxoides
- Streblus zeylanicus